# Nephanes
Genre
Synonymes
- Elachys A. Matthews, 1860[1]
- Titan A. Matthews, 1858[1]
- Zamenhofia Vuillet, 1911[1]

Nephanes est un genre de coléoptères de la famille des Ptiliidae.

## Liste d'espèces
Selon BioLib (27 février 2021) :
- Nephanes euphorbiicola Israelson, 1976
- Nephanes titan (Newman, 1834)